# 関谷勝利
関谷 勝利（せきや かつとし、1904年（明治37年）10月20日 - 1987年（昭和62年）7月6日）は、日本の実業家、政治家。自由民主党・衆議院議員（11期）。元参議院議員関谷勝嗣の父。

## 経歴
愛媛県松山市出身。
1922年（大正11年）松山中学校卒業。海運業、土木建築請負業に従事。
伊予運送、松山商興、伊予造船各取締役。柳瀬座興行、松山港湾荷役作業、松山港運、勝山土建各社長。愛媛機帆船海運組合理事長。三津浜町会議員、愛媛県会議員、日本進歩党幹事を歴任。
1946年（昭和21年）初当選以来11期30年間衆議院議員を務め1976年（昭和51年）引退。党交通部会長、衆院内閣委員長などを歴任。運輸族として活躍、「陰の運輸大臣」といわれた。

### 汚職事件
1954年（昭和29年）の造船疑獄では飯野海運グループから20万円を受け取った収賄罪、運輸省幹部の地位を利用して関係業界から63万円の寄付で選挙資金を集めた国家公務員法違反でそれぞれ起訴され、懲役1年執行猶予2年の有罪判決が確定。
1967年（昭和42年）大阪地検が摘発した大阪タクシー汚職事件では収賄容疑で逮捕された。1979年（昭和54年）一審の大阪地裁で懲役1年執行猶予2年の判決を受けた。1983年（昭和58年）大阪高裁でも一審判決が支持され、上告中の1987年（昭和62年）死去。